# Avortement au Timor oriental
L'avortement au Timor oriental n'est légal que si la grossesse menace la vie de la femme. La loi sur l'avortement est une exception prévue par le Parlement en 2009, à la suite d'un débat. Des ONG plaident pour que les lois sur l'avortement incluent également les cas de viol, d'inceste et de mise en danger des enfants.
Pour qu'un avortement soit autorisé au Timor oriental, il faut en outre le consentement de trois médecins. Tous les autres types d'avortements sont des infractions pénales et la personne qui pratique l'avortement ainsi que la femme enceinte risquent jusqu'à trois ans d'emprisonnement.

## Histoire
La loi sur l'avortement au Timor oriental est basée sur la loi indonésienne sur l'avortement qui a gouverné le Timor oriental entre 1976 et 1999. Ces lois sont mises à jour après l'indépendance en 2002.